# 왓 프라이스 할리우드?
왓 프라이스 할리우드?(What Price Hollywood?)는 미국에서 제작된 조지 큐커 감독의 1932년 드라마 영화이다. 콘스탄스 베네트 등이 주연으로 출연하였다.

## 출연

### 주연
- 콘스탄스 베네트
- 로웰 셔먼
- 닐 해밀턴